# Ralph Simpson
Ralph Derek Simpson (ur. 10 sierpnia 1949 w Detroit) – amerykański koszykarz, występujący na pozycji obrońcy, wielokrotny uczestnik meczu gwiazd ABA, wybierany do składów najlepszych zawodników ABA.

## Osiągnięcia
NCAA
- Zaliczony do III składu All-American (1970 przez NABC)

ABA
- Uczestnik meczu gwiazd:
  - ABA (1972–1976)[1]
  - NBA vs ABA (1972)[3]
- Zaliczony do:
  - I składu ABA (1976)[1]
  - II składu ABA (1972, 1973)[1]